# Siddhi Savetsila
Siddhi Savetsila (in thailandese: สิทธิ เศวตศิลา; Bangkok, 7 gennaio 1919 – 5 dicembre 2015) è stato un politico e militare thailandese.

## Biografia
Siddhi Savetsila nacque a Bangkok. Studiò metallurgia presso il Massachusetts Institute of Technology, ottenendo, nel 1943, un bachelor in scienze. Durante la seconda guerra mondiale, si unì al movimento patriottico Seri Thai, per resistere all'occupazione della Thailandia da parte dell'esercito imperiale giapponese, e passò delle informazioni segrete all'OSS, venendo infine scoperto dai giapponesi e arrestato. Dopo aver ripreso i suoi studi al termine del conflitto, nel 1947 ottenne finalmente un Master of Science.
In seguito si arruolò nelle forze aeree thailandesi e, tra il 1975 e il 1980, ricoprì la carica di segretario generale del consiglio per la sicurezza nazionale, assistendo il primo ministro Kriangsak Chomanan durante la guerra cambogiano-vietnamita.
L'11 febbraio 1980 fu nominato ministro degli affari esteri, carica che ricoprì fino al 16 agosto 1990, quando il nuovo primo ministro Chatichai Choonhavan lo rimosse dal suo incarico. Durante questo decennio, rappresentò la Thailandia alle Nazioni Unite e all'ASEAN. Nel 1983 divenne membro del parlamento thailandese, mentre nel 1985 divenne il leader del Partito di Azione Sociale, sostituendo Kukrit Pramoj.
Nell'ottobre 1990 decide di ritirarsi dal mondo della politica; nel 1991 divenne membro del consiglio privato del sovrano Bhumibol Adulyadej.

## Vita privata
Proveniva da una famiglia aristocratica: suo padre era un ufficiale d'alto rango delle reali forze armate, mentre la madre discendeva dalla ricca e influente famiglia dei Bunnag. Il nonno paterno, Henry Alabaster, fu console del Regno Unito in Siam durante il regno di Rama IV (Mongkut), mentre in seguito fu consigliere del sovrano Rama V (Chulalongkorn).
Siddhi era sposato con Thanphuying Thida Savetsila. Due sue sorelle si sposarono rispettivamente con un ex–agente dell'OSS, Willis Bird, e con un ufficiale della CIA, William Lair.